# جون ليمان تشافيلد
جون ليمان تشافيلد (بالإنجليزية: John Lyman Chatfield)‏ هو عسكري أمريكي، ولد في 13 سبتمبر 1826 في أوكسفورد في الولايات المتحدة، وتوفي في 9 أغسطس 1863 في واتربوري في الولايات المتحدة بسبب غنغرينا.